# Falcon Heavy Demonstration Mission
Die Falcon Heavy Demonstration Mission, kurz Falcon Heavy Demo, war eine Raumfahrtmission des US-amerikanischen Raketenherstellers SpaceX. Sie fand am 6. bis 7. Februar 2018 statt und diente zur Demonstration und Erprobung der neuen Schwerlast-Trägerrakete Falcon Heavy. Als Nutzlastersatz wurde ein Tesla Roadster aus dem Besitz des SpaceX-Gründers, -inhabers und -leiters Elon Musk in eine Umlaufbahn um die Sonne befördert.
Es handelte sich um den schubstärksten Raketenstart seit dem letzten Flug der Energija-Rakete im November 1988. Erstmals wurde ein Gebrauchtwagen in den Weltraum gebracht und erstmals seit dem Mondfahrzeug von Apollo 17 (1972) ein Automobil.

## Planung und Vorbereitung

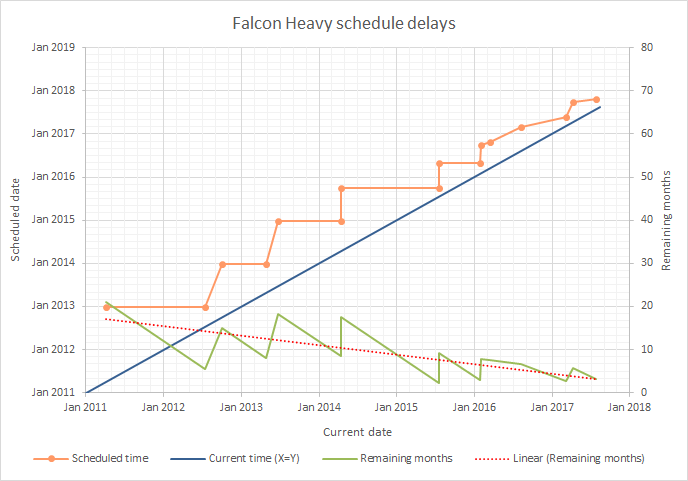
Verschiebungen des Erststarts der Falcon Heavy

Der Erstflug der Falcon Heavy war ursprünglich für das Jahr 2012 geplant. 2011 begann SpaceX mit dem Bau einer passenden Startrampe auf der Vandenberg Air Force Base in Kalifornien. Die Konstruktion der Rakete erwies sich jedoch als unerwartet kompliziert. So verschob sich der Erstflug auf 2013, 2015, 2016 und 2017. Zu der Verzögerung trug auch die Explosion einer Falcon 9 im September 2016 bei. SpaceX rüstete danach den Launch Complex 39A des Kennedy Space Center in Florida für die Falcon Heavy um und verlegte den Erststart dorthin. Der neue Startplatz auf der Vandenberg Air Force Base wurde stattdessen für Falcon-9-Missionen genutzt. LC-39A ist eine historische Startrampe, von der aus alle bemannten Missionen des Apollo-Programms und die meisten Space-Shuttle-Starts stattfanden.
Die Erststufe der Falcon Heavy wurde erstmals im Mai 2017 auf dem Prüfstand des SpaceX-Triebwerksentwicklungs- und testzentrums in McGregor, Texas getestet. Am 1. September 2017 gab SpaceX bekannt, dass die Tests der Erststufe und beider Seitenbooster abgeschlossen seien. (SpaceX bezeichnet meist alle drei zusammen als erste Stufe.)
Am 20. Dezember kam die Rakete am Kennedy Space Center an. Der Start war mittlerweile auf Januar 2018 verschoben worden. Der bei SpaceX übliche Triebwerkstest der fertigen Rakete fand am 24. Januar auf der Startrampe 39A statt. Er wurde als Live-Webcast übertragen. Nachdem der Starttermin schließlich auf den 6. Februar festgelegt worden war, erteilte die Federal Aviation Administration am 2. Februar die nötige Startgenehmigung.

## Rakete
Die Rakete war so ausgelegt, dass Erststufe und Booster landbar und wiederverwendbar waren, auch wenn eine Wiederverwendung nicht geplant war. Die erste Stufe trug die Baunummer B1033 und war eine Neukonstruktion, die auf einem stark überarbeiteten Design der Falcon-9-Version Block 4 beruhte. Insbesondere hatte sie eine verstärkte Struktur, um die von den Boostern ausgeübten Kräfte aufnehmen zu können. (Die Erststufe aller weiteren Falcon-Heavy-Exemplare wird auf gleiche Weise von der Falcon-9-Version Block 5 abgeleitet.)

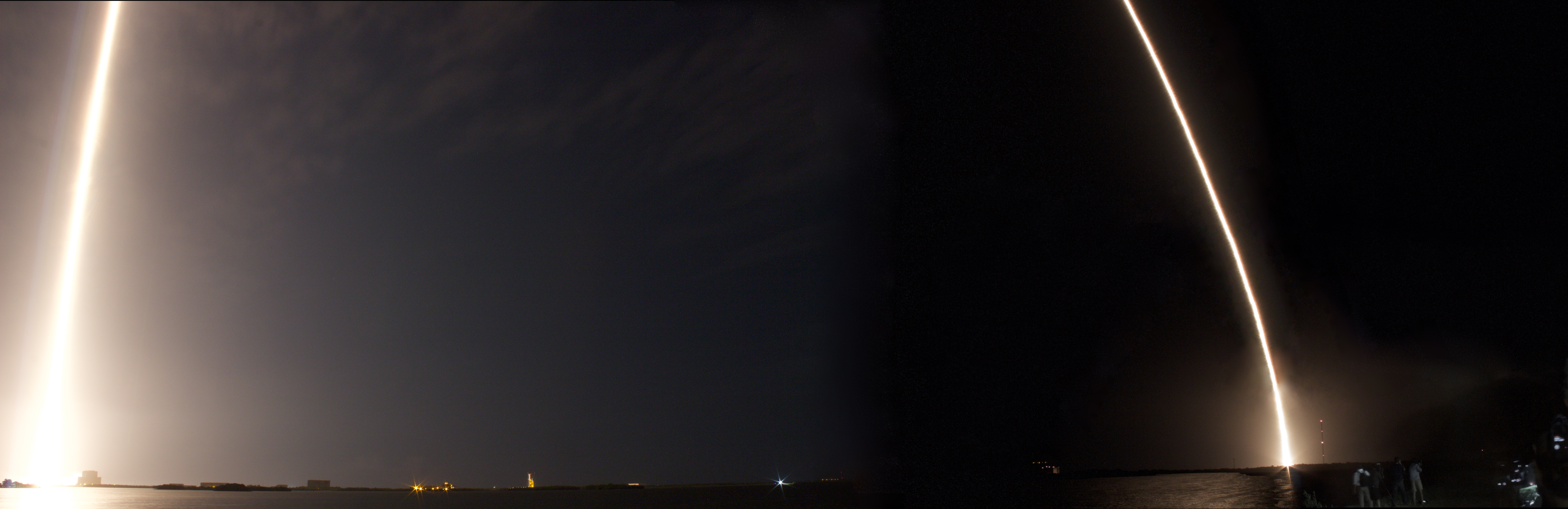
Erststart und -landung des späteren Falcon-Heavy-Boosters B1025 am 18. Juli 2016

Als Booster wurden zwei Falcon-9-Erststufen der Version Block 3 umgerüstet, die bereits geflogen waren: Nr. B1023 am 27. Mai 2016 mit Thaicom 8 und Nr. B1025 am 18. Juli 2016 mit einer Versorgungsmission zur Internationalen Raumstation (ISS). Unter anderem wurden die für die Landung benötigten Gitterflossen überarbeitet, da die Booster durch einen konischen Aufsatz eine veränderte Aerodynamik aufweisen. Die Booster wurden im Zuge dessen bereits mit den ab Block 4 eingeführten Titan-Flossen ausgerüstet, während bei der mittigen Erststufe alte Aluminiumflossen zum Einsatz kamen.
Die Zweitstufe war ein gewöhnliches Falcon-9-Neuexemplar, das mit einer größeren Menge an Helium beladen wurde. Das Gas dient als Druckmittel für die Treibstofftanks.

## Nutzlast
Die Abläufe bei einem Start der Falcon Heavy sind zu komplex, um sie vorher vollständig zu simulieren; darum bestand ein erhebliches Risiko, dass der Erststart fehlschlägt. Nach Aussage der ehemaligen stellvertretenden NASA-Leiterin Lori Garver hatte SpaceX der NASA und der United States Air Force angeboten, den Flug kostenlos zu nutzen; diese hätten jedoch abgelehnt. Anstatt – wie bei solchen Missionen üblich – einen Betonblock als Massesimulator mitzuführen, kündigte Elon Musk im März 2017 an, dass man die albernste Nutzlast wählen würde, die man sich vorstellen könne (the silliest thing we can imagine). Beim Erstflug des Dragon-Raumschiffs sei es ein großer runder Käselaib gewesen.

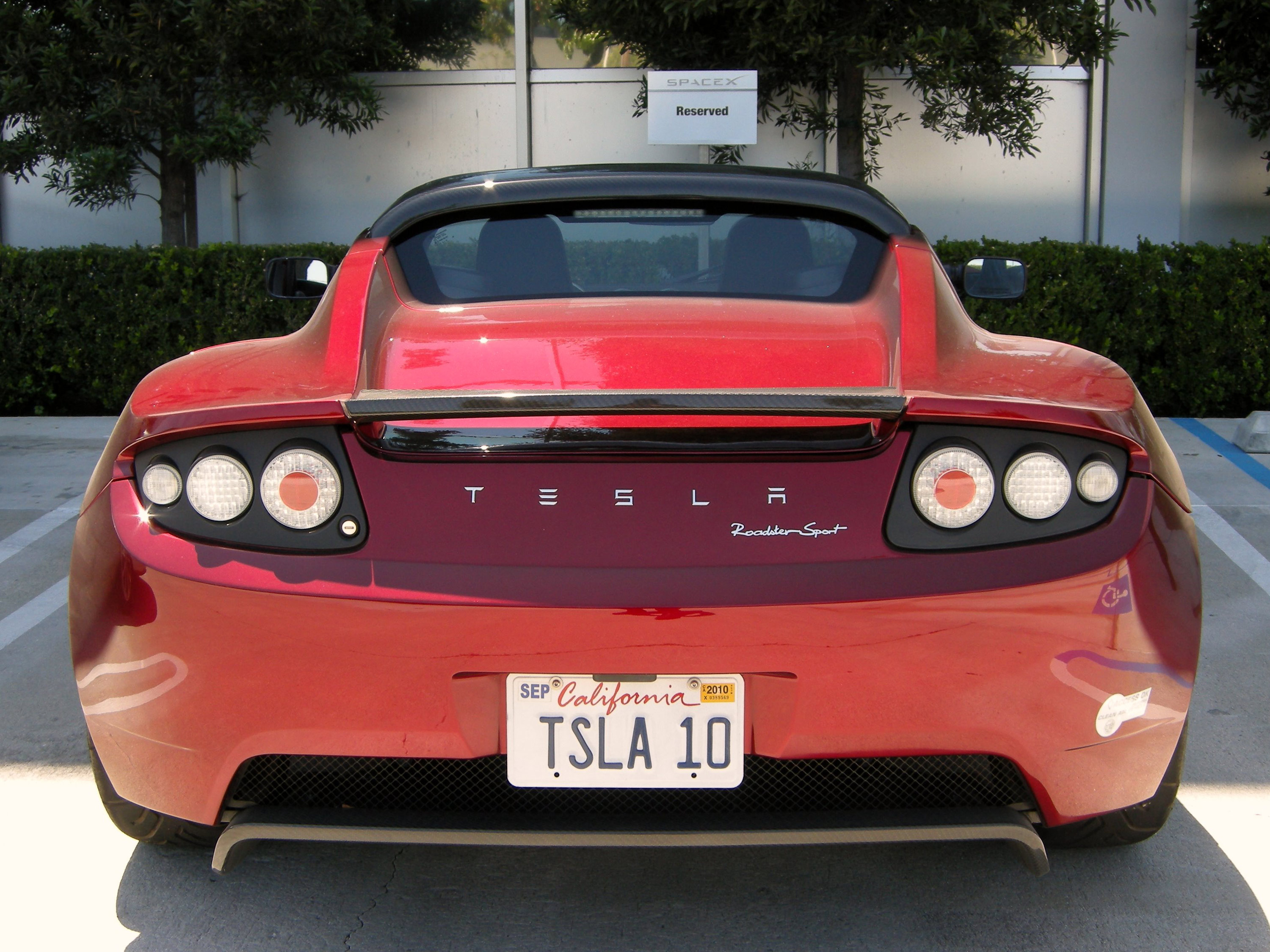
Das Auto auf einem Parkplatz der Firma SpaceX (2010)

Ein halbes Jahr später gab Elon Musk bekannt, dass es sich um einen „kirschroten“ Tesla-Roadster-Elektrosportwagen aus seinem Privatbesitz handeln werde; das Fahrzeug solle zum Mars geschickt werden. Das zweisitzige Cabriolet hatte er früher unter anderem für Fahrten zur Arbeit genutzt. An der linken Seite und der Front des Roadsters wurden Ausleger mit Kameras montiert, um es im Weltraum zu filmen. Eine weitere Kamera hinten im Fahrzeug bot einen Blick nach vorn. Auf die Fahrerseite wurde eine menschengroße Puppe drapiert, bestehend aus einem ausgestopften Raumanzug. Es handelte sich um ein gebrauchtes, funktionsfähiges Zertifizierungsexemplar des Anzugs, den SpaceX für bemannte Missionen mit der Raumkapsel Dragon V2 entwickelt hatte. Die Puppe erhielt den Namen Starman, eine Anspielung auf das gleichnamige Lied von David Bowie. Auf dem Armaturenbrett wurde ein Hot-Wheels-Modell des Tesla Roadsters in gleicher Farbe und mit einem Miniatur-Starman angebracht.

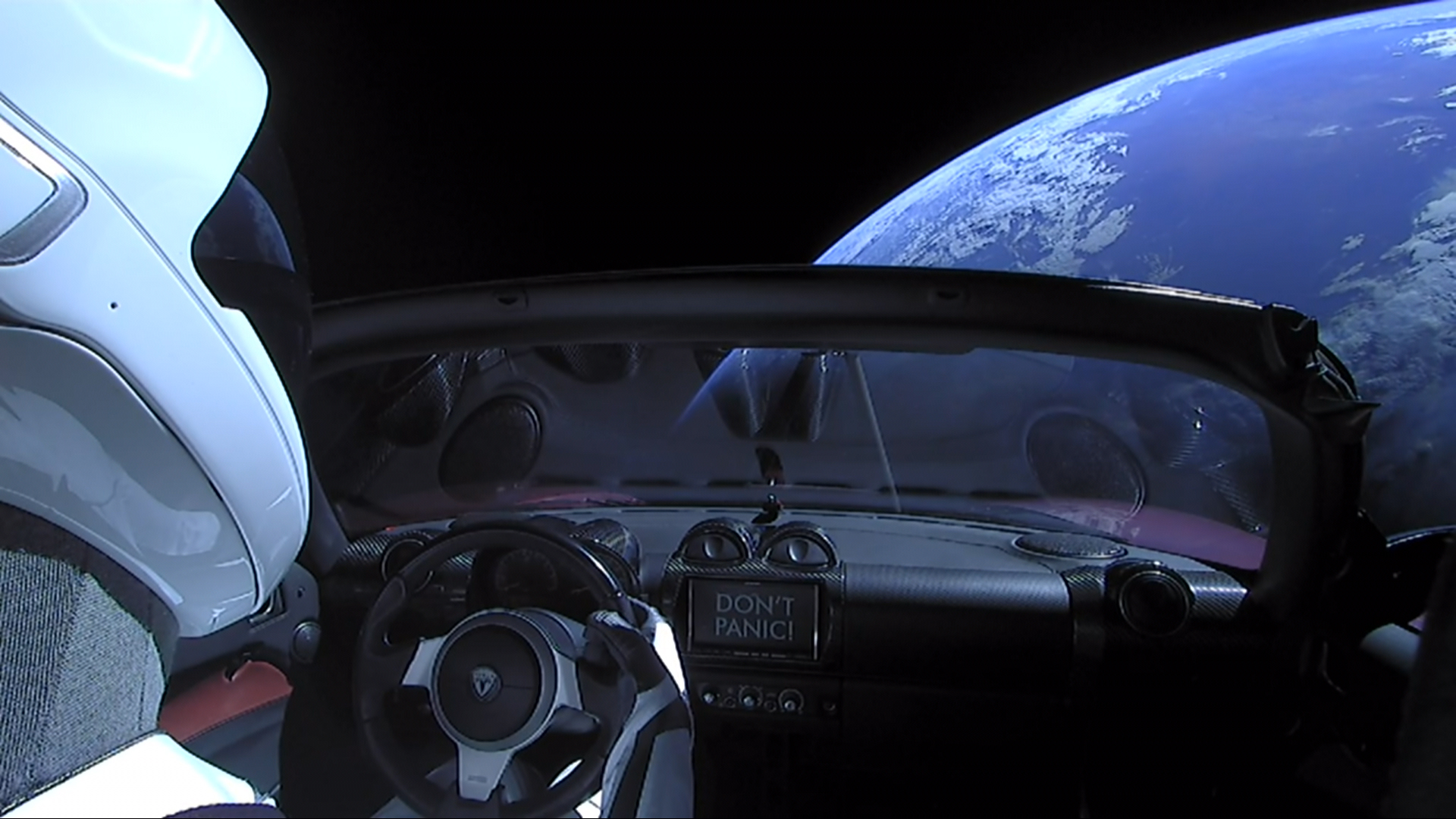
DON'T PANIC auf dem Armaturenbrett

Weiterhin wurde der Roadster mit einigen Utensilien aus dem Kultroman Per Anhalter durch die Galaxis von Douglas Adams ausgestattet: Einem Exemplar des Buchs und einem Handtuch im Handschuhfach sowie der Aufschrift DON'T PANIC (keine Panik) auf dem Bildschirm des Bordunterhaltungssystems. Mitgeführt wurde auch ein Testexemplar eines optischen Datenspeichers der Arch Mission Foundation, die sich zum Ziel gesetzt hat, das Wissen der Menschheit auf langlebigen Datenträgern unter anderem im Weltraum zu archivieren. Das Testexemplar enthält Isaac Asimovs Foundation-Zyklus und nutzt damit nur 3 MB der verfügbaren 360 TB Speicherkapazität aus.
Auf einer Metallplatte am Nutzlastadapter, der das Fahrzeug fest mit der zweiten Raketenstufe verbindet, wurden die Namen der über 6000 SpaceX-Angestellten eingraviert. Eine Platine im Fahrzeug trägt die Beschriftung „Made on Earth by Humans“ (auf der Erde von Menschen hergestellt).

## Missionsziel
Ziel der Mission war es, die zweite Raketenstufe zusammen mit dem Tesla Roadster in eine elliptische Umlaufbahn um die Sonne zu bringen, deren Peri- und Aphel im Bereich der Erd- beziehungsweise der Marsbahn liegen. Dabei sollte erstmals und über sechs Stunden hinweg eine Falcon-Zweitstufe den Van-Allen-Strahlungsgürtel durchqueren, was eine besondere Belastung für die Bordelektronik darstellt. Direkt nach dem Start sollten die beiden Booster selbsttätig zurück zur Cape Canaveral Air Force Station in Florida fliegen und dort fast zeitgleich auf dem Landing Complex 1 aufsetzen. Die Erststufe sollte etwa 500 Kilometer vor der Küste von Florida auf dem Autonomous spaceport drone ship Of Course I Still Love You landen.
Der Schub der Falcon Heavy sollte auf 92 % der maximal möglichen 23 Meganewton begrenzt werden.

## Missionsverlauf

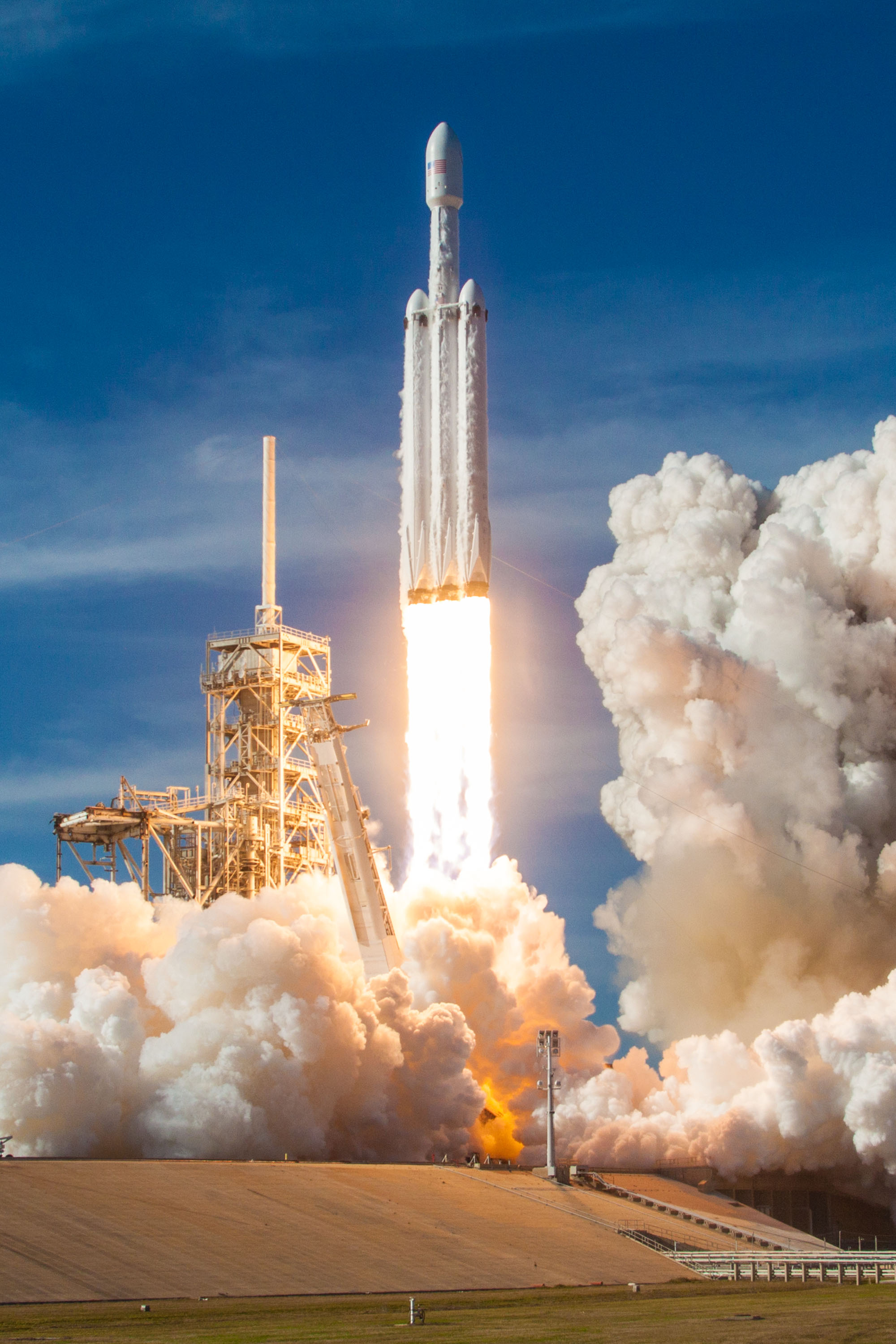
Die Falcon Heavy hebt ab (T+6 s)

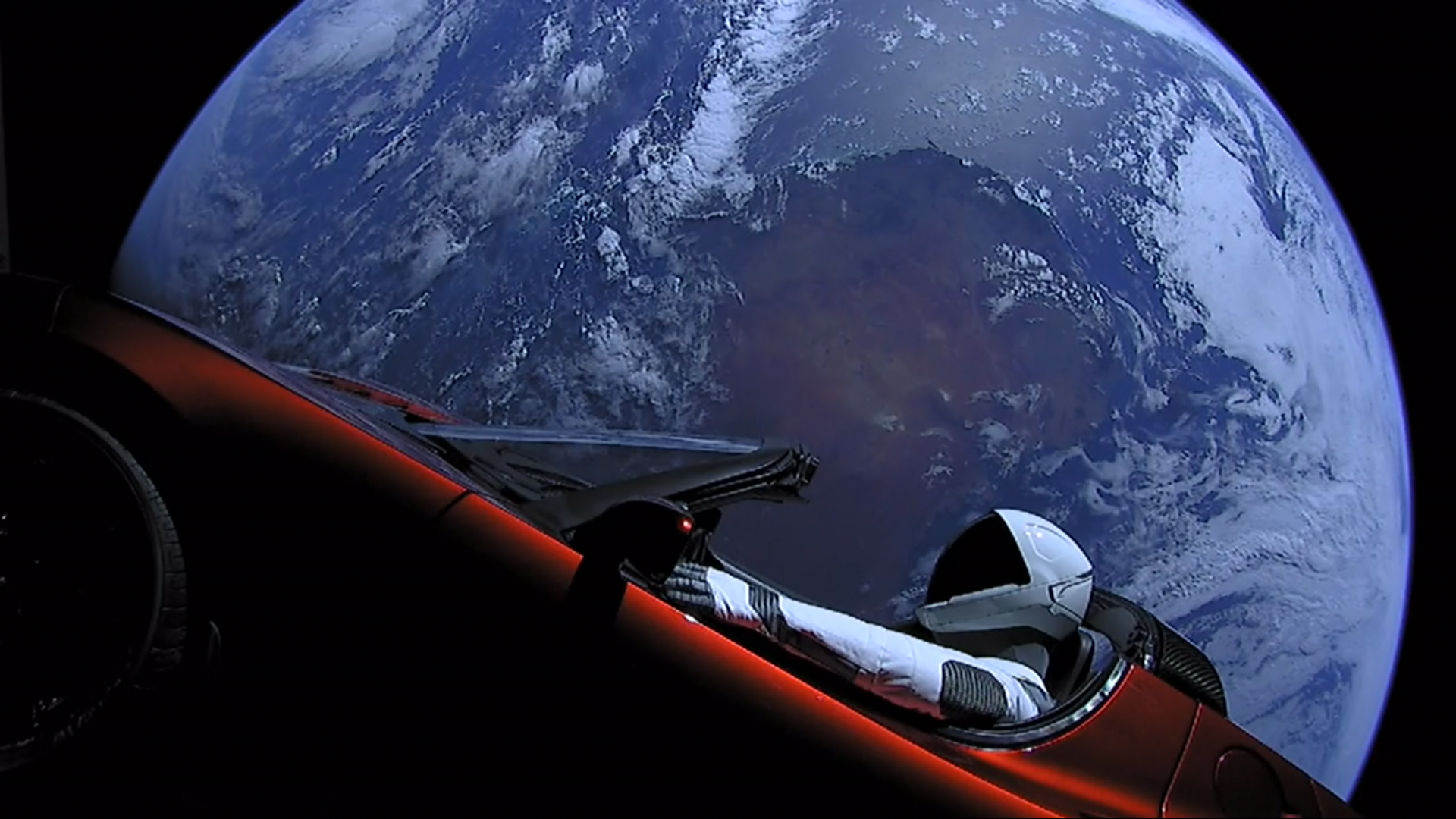
Tesla Roadster vor der Erde

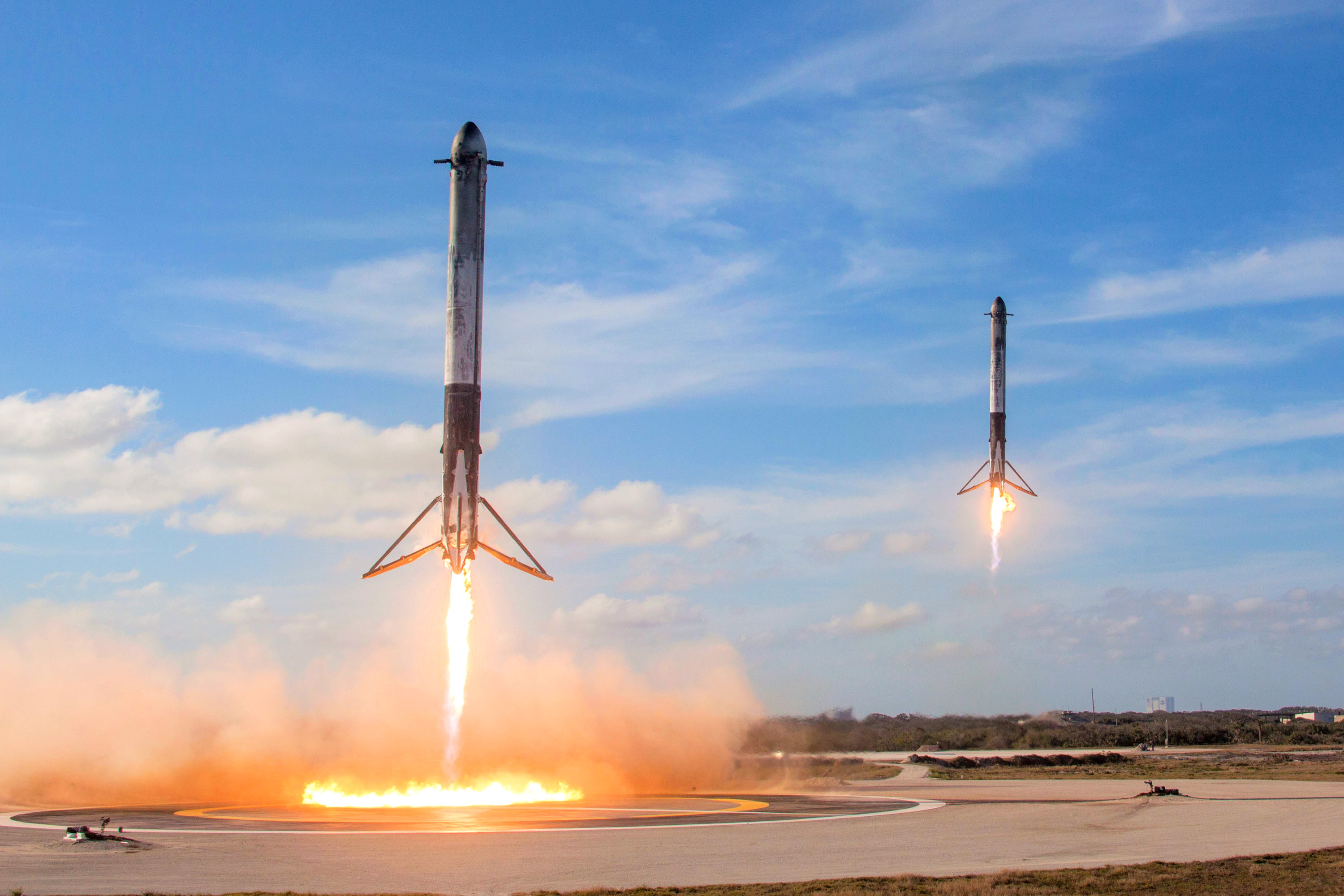
Landung der Booster

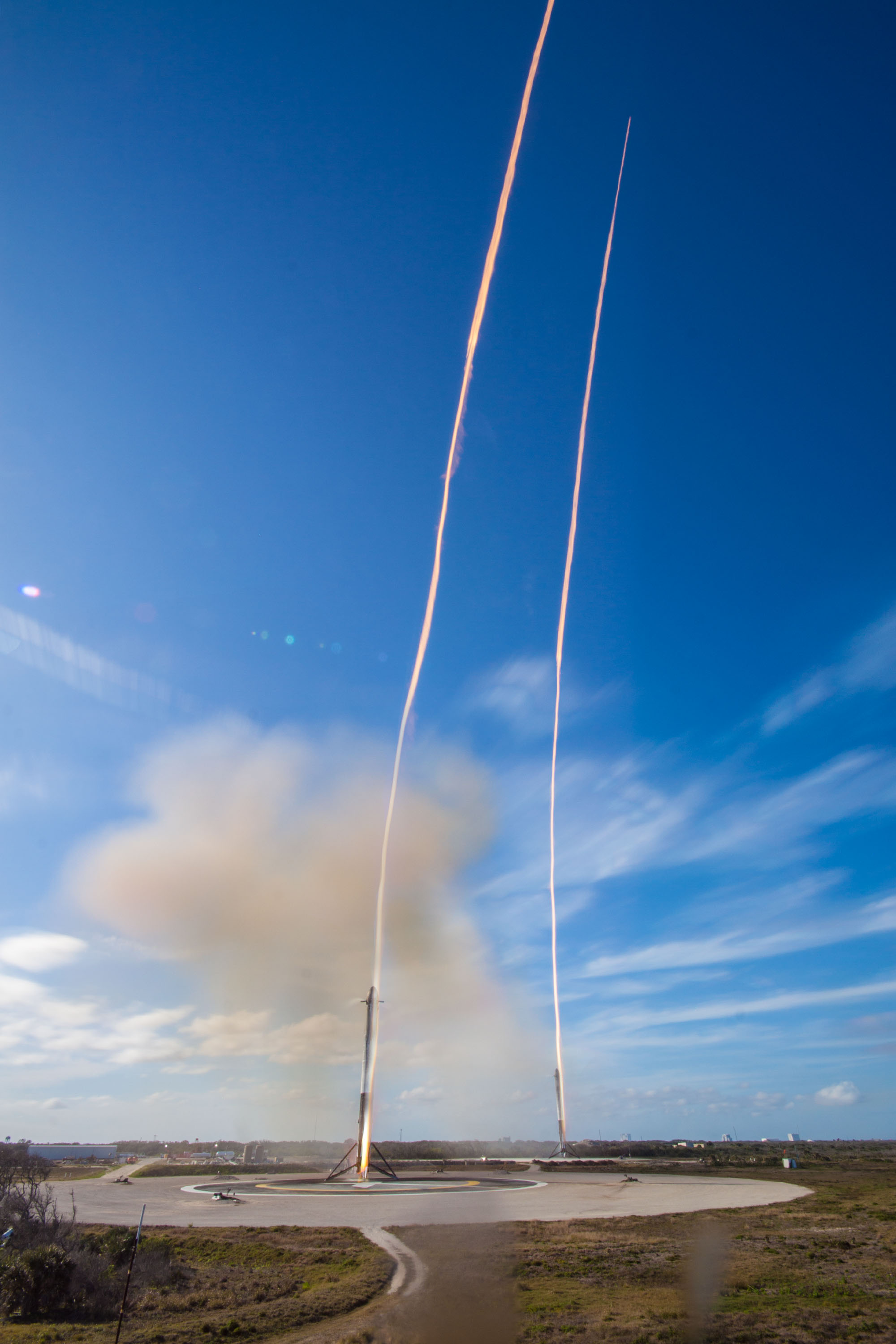
Langzeitaufnahme der Landung

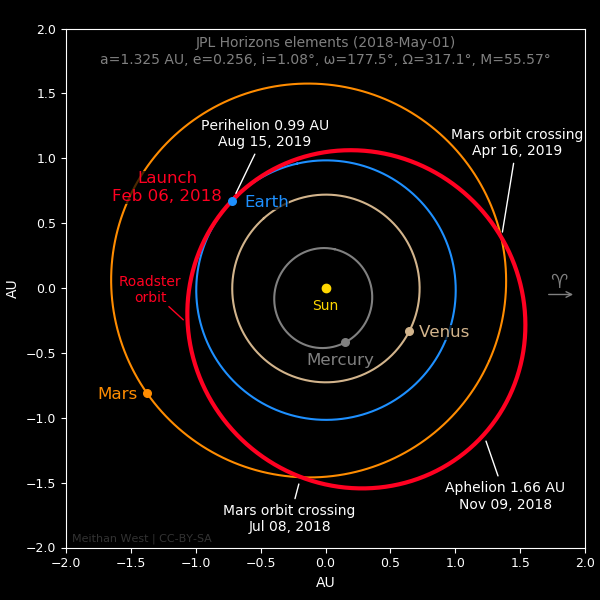
Erreichte Umlaufbahn; rot = Tesla Roadster, orange = Mars, blau = Erde

Am 6. Februar 2018 war ein Startfenster von 18:30 bis 21:00 Uhr (UTC) vorgesehen. Wegen starker Höhenwinde wurde es fast vollständig ausgenutzt; die endgültige Startzeit wurde auf 20:45 Uhr UTC festgelegt. Der Start verlief anschließend genau nach Plan, einschließlich der erstmaligen (pneumatischen) Booster-Abtrennung. Als Höhepunkt des Ereignisses wurde das Abwerfen der Nutzlastverkleidung inszeniert. Zum Refrain von David Bowies Lied Life on Mars? erschien Musks Roadster vor dem Hintergrund der blauen Erde.
Auch die Doppellandung der Booster war erfolgreich. Nur die Landung der Erststufe schlug fehl: Während des abschließenden Bremsvorgangs zündete nur eines von drei vorgesehenen Triebwerken, weil nicht mehr genügend Zündflüssigkeit vorhanden war; das Raketenteil stürzte neben dem Drohnenschiff mit hoher Geschwindigkeit ins Meer. Anschließend wurden noch vier Stunden lang Livebilder von dem Auto im Weltraum übertragen. Es rotierte zusammen mit der zweiten Raketenstufe und zeigte so ein sich stetig änderndes Bild.
Im Einzelnen verliefen die letzten Vorbereitungen, der Start und der Flug der Falcon Heavy wie folgt; hiervon wurde der Abschnitt von T−21 bis T+11 Minuten (21 Minuten vor bis 11 Minuten nach dem Abheben der Rakete) live übertragen:
| Planzeit   | Istzeit ca. | Ereignis                                                                                                 |
| ---------- | ----------- | --- |
| T−01:25:00 |             | Start der Beladung mit RP-1-Treibstoff                                                                   |
| T−00:45:00 |             | Start der Beladung mit Flüssigsauerstoff                                                                 |
| T−00:07:00 |             | Start der Motorkühlung; Abschluss der Beladung mit Treibstoff                                            |
| T−00:04:00 | T−00:04:00  | Öffnen der Halteklammer am oberen Ende der Stützvorrichtung                                              |
|            | T−00:02:40  | Die Stützvorrichtung ist um etwa 1,5 Grad zurückgeschwenkt                                               |
| T−00:02:00 | T−00:01:58  | Abschluss der Beladung mit Sauerstoff                                                                    |
|            | T−00:01:42  | Umschaltung auf raketeninterne Stromversorgung                                                           |
|            | T−00:01:30  | Übernahme der Kontrolle durch den Flugsteuerungscomputer                                                 |
|            | T−00:01:05  | Motorkühlung ist abgeschlossen                                                                           |
| T−00:01:00 | T−00:01:00  | Start der Systemprüfung durch den Flugsteuerungscomputer                                                 |
| T−00:01:00 |             | Druckaufbau im Treibstofftank                                                                            |
| T−00:00:45 | T−00:00:22  | Startfreigabe (Go / No go)                                                                               |
| T−00:00:05 | T−00:00:06  | Zündung der 18 Booster-Triebwerke 1                                                                      |
| T−00:00:03 |             | Zündung der 9 Erststufentriebwerke 1                                                                     |
|            |             | Prüfung der Triebwerke                                                                                   |
| T−00:00:00 | T−00:00:00  | Öffnen der Rückhaltevorrichtungen am Fuß der Rakete Abheben Stützvorrichtung schwenkt zurück             |
|            | T+00:00:50  | Schubreduzierung auf den Boostern                                                                        |
| T+00:01:06 | T+00:01:06  | Max Q – maximale aerodynamische Last                                                                     |
|            | T+00:01:20  | Schuberhöhung auf den Boostern                                                                           |
|            | T+00:02:05  | Schubreduzierung auf den Boostern                                                                        |
| T+00:02:29 | T+00:02:30  | Abschaltung der Boostertriebwerke (BECO)                                                                 |
| T+00:02:33 | T+00:02:33  | Abtrennung der Booster zuerst oben und dann unten                                                        |
| T+00:02:50 | T+00:02:50  | Zündung der Boostertriebwerke zur Umkehr (boostback burn)                                                |
| T+00:03:04 |             | Abschaltung der Erststufentriebwerke (MECO)                                                              |
| T+00:03:07 |             | Abtrennung der ersten Stufe                                                                              |
| T+00:03:15 | T+00:03:15  | Start des Zweitstufentriebwerks                                                                          |
| T+00:03:24 | T+00:03:24  | Zündung des Hauptstufentriebwerks zum Abbremsen                                                          |
| T+00:03:49 | T+00:03:49  | Abwerfen der Nutzlastverkleidung                                                                         |
|            | T+00:04:12  | Abschaltung der Boostertriebwerke                                                                        |
|            | T+00:04:16  | Abschaltung des Erststufentriebwerks                                                                     |
| T+00:06:41 | T+00:06:35  | Zündung der Boostertriebwerke für den reentry burn (Abbremsen beim Eintritt in die Atmosphäre)           |
|            | T+00:06:47  | Abschaltung der Boostertriebwerke                                                                        |
| T+00:06:47 | T+00:06:54  | Zündung der Hauptstufentriebwerke für den reentry burn                                                   |
|            | T+00:07:14  | Abschaltung der Hauptstufentriebwerke                                                                    |
|            | T+00:07:49  | Zündung der Boostertriebwerke für den landing burn                                                       |
| T+00:07:58 | T+00:08:06  | Landung der Booster                                                                                      |
| T+00:08:19 | T+00:08:39  | Absturz der ersten Stufe statt der geplanten Landung                                                     |
| T+00:08:31 | T+00:08:31  | Abschaltung des Zweitstufentriebwerks (SECO 1)                                                           |
| T+00:28:22 |             | Neustart des Zweitstufentriebwerks                                                                       |
| T+00:28:52 |             | Abschaltung des Zweitstufentriebwerks (SECO 2)                                                           |
|            |             | Flug durch den Van-Allen-Gürtel                                                                          |
| ca. T+6 h  | ca. T+6 h   | Letzte Zündung des Zweitstufentriebwerks zum Einschwenken auf den Zielorbit; etwa eine Minute Brenndauer |

## Erreichte Umlaufbahn
Beobachtungen und Berechnungen des Jet Propulsion Laboratory der NASA in den zwei Tagen nach dem Start ergaben, dass die geplante Umlaufbahn um die Sonne erreicht wurde. Den damaligen Berechnungen zufolge kreuzte die Raketenstufe mit Auto im Juli 2018 erstmals die Marsbahn und erreichte am 9. November das Aphel in 1,67 AE Entfernung von der Sonne; am 15. August 2019 befand er sich demnach erstmals am Perihel von 0,99 AE. Ein erster naher Vorbeiflug an der Erde wird für das Jahr 2091 erwartet. Der langfristige Bahnverlauf ist schwer vorhersagbar; wahrscheinlich wird das Fahrzeug aber für viele Millionen Jahre durch den Weltraum driften, bevor es auf einen der inneren Planeten stürzt.
Anfang 2025 wurde das Objekt von einem türkischen Hobbyastronomen entdeckt, fälschlicherweise als Asteroid eingestuft und mit der Bezeichnung 2018 CN41 durch das Minor Planet Center als solcher bekanntgegeben. Tags darauf erkannte man den Irrtum und löschte den Eintrag wieder.